# 2046 Leningrad
2046 Leningrad (1968 UD1) là một tiểu hành tinh vành đai chính được phát hiện ngày 22 tháng 10 năm 1968 bởi T. M. Smirnova ở Đài vật lý thiên văn Crimean.